# Diocesi di Tilarán-Liberia
La diocesi di Tilarán-Liberia (in latino: Dioecesis Tilaranensis-Liberiana) è una sede della Chiesa cattolica in Costa Rica suffraganea dell'arcidiocesi di San José de Costa Rica. Nel 2022 contava 387.830 battezzati su 500.122 abitanti. È retta dal vescovo Manuel Eugenio Salazar Mora.

## Territorio

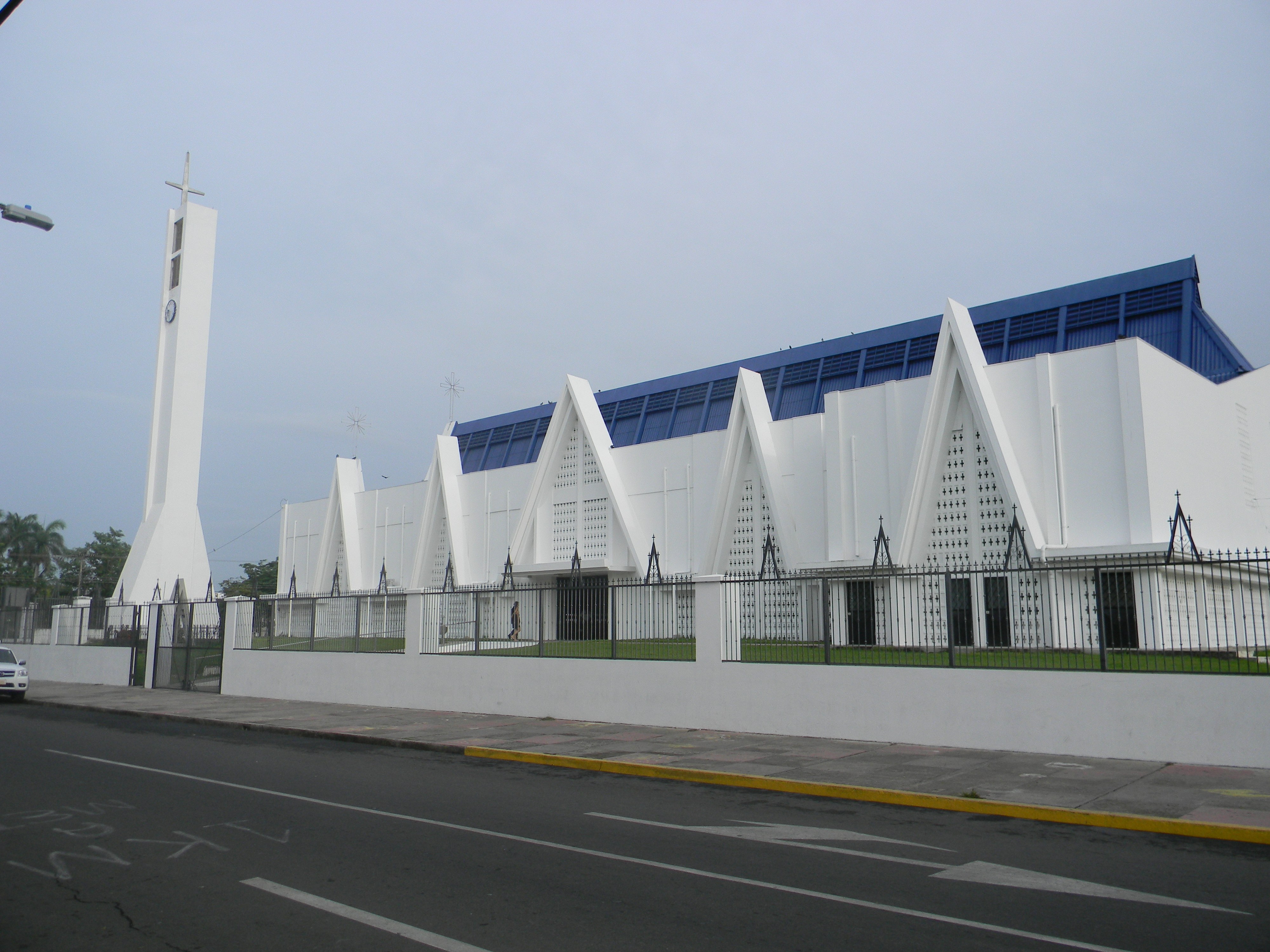
La concattedrale di Liberia

La diocesi comprende la provincia costaricana di Guanacaste ed il cantone di Upala nella provincia di Alajuela.
Sede vescovile è la città di Tilarán, dove si trova la cattedrale di Sant'Antonio. A Liberia sorge la concattedrale dell'Immacolata Concezione.
Il territorio è suddiviso in 36 parrocchie.

## Storia
La diocesi di Tilarán è stata eretta il 22 luglio 1961 con la bolla Qui aeque di papa Giovanni XXIII, ricavandone il territorio dalla diocesi di Alajuela. Il nome latino originario della diocesi, Pluviensis, deriva dal significato del nome della città di Tilarán: luogo dove piove molto.
Il 25 luglio 1995 e il 17 aprile 1998 ha ceduto porzioni del suo territorio a vantaggio rispettivamente dell'erezione delle diocesi di Ciudad Quesada e di Puntarenas.
Il 12 giugno 2010 è stata inaugurata la nuova curia diocesana nella città di Liberia.
Il 18 dicembre 2010 la diocesi ha assunto il nome attuale.

## Cronotassi dei vescovi
Si omettono i periodi di sede vacante non superiori ai 2 anni o non storicamente accertati.
- Román Arrieta Villalobos † (12 agosto 1961 - 2 luglio 1979 nominato arcivescovo di San José de Costa Rica)
- Héctor Morera Vega † (4 dicembre 1979 - 13 luglio 2002 ritirato)
- Vittorino Girardi, M.C.C.I. (13 luglio 2002 - 6 febbraio 2016 ritirato)
- Manuel Eugenio Salazar Mora, dal 6 febbraio 2016

## Statistiche
La diocesi nel 2022 su una popolazione di 500.122 persone contava 387.830 battezzati, corrispondenti al 77,5% del totale.
| anno | popolazione | popolazione | popolazione | presbiteri | presbiteri | presbiteri | presbiteri                | diaconi | religiosi | religiosi | parrocchie |
| anno | battezzati  | totale      | %           | numero     | secolari   | regolari   | battezzati per presbitero | diaconi | uomini    | donne     | parrocchie |
| ---- | ----------- | ----------- | ----------- | ---------- | ---------- | ---------- | ------------------------- | ------- | --------- | --------- | ---------- |
| 1966 | 247.139     | 251.154     | 98,4        | 30         | 25         | 5          | 8.237                     |         |           | 50        | 15         |
| 1970 | 288.000     | 300.000     | 96,0        | 37         | 32         | 5          | 7.783                     |         | 5         | 53        | 17         |
| 1976 | 301.000     | 318.626     | 94,5        | 42         | 36         | 6          | 7.166                     |         | 6         | 47        | 18         |
| 1980 | 333.300     | 352.383     | 94,6        | 23         | 18         | 5          | 14.491                    |         | 5         | 45        | 18         |
| 1990 | 319.000     | 328.000     | 97,3        | 49         | 36         | 13         | 6.510                     |         | 13        | 59        | 28         |
| 1999 | 321.250     | 329.250     | 97,6        | 44         | 44         |            | 7.301                     |         |           | 44        | 21         |
| 2000 | 337.000     | 345.000     | 97,7        | 58         | 57         | 1          | 5.810                     |         | 1         | 43        | 21         |
| 2001 | 338.000     | 347.000     | 97,4        | 57         | 56         | 1          | 5.929                     |         | 1         | 43        | 21         |
| 2002 | 339.500     | 350.000     | 97,0        | 56         | 54         | 2          | 6.062                     |         | 2         | 45        | 24         |
| 2003 | 314.500     | 370.000     | 85,0        | 50         | 47         | 3          | 6.290                     |         | 3         | 44        | 24         |
| 2004 | 318.750     | 375.000     | 85,0        | 44         | 41         | 3          | 7.244                     | 1       | 3         | 62        | 25         |
| 2010 | 366.000     | 430.000     | 85,1        | 56         | 46         | 10         | 6.535                     | 4       | 14        | 92        | 34         |
| 2014 | 384.000     | 453.000     | 84,8        | 62         | 52         | 10         | 6.193                     | 10      | 15        | 72        | 36         |
| 2017 | 398.800     | 486.200     | 82,0        | 59         | 48         | 11         | 6.759                     | 6       | 15        | 60        | 32         |
| 2020 | 384.223     | 491.015     | 78,3        | 60         | 60         |            | 6.403                     | 10      |           | 68        | 36         |
| 2022 | 387.830     | 500.122     | 77,5        | 48         | 44         | 4          | 8.079                     | 22      | 4         | 14        | 36         |